# Nicolas Ier de Bersatoribus
Nicolas Ier de Bersatoribus (italien  Niccolò Bersatori)  mort à Aoste le 7 octobre 1301 est  ecclésiastique piémontais qui fut évêque d'Aoste  de 1283 à 1301

## Biographie
Nicolas ou Nicholaus de Bersatoribus est issu de la famille noble des Bersatori de Pignerol. Le premier document où il apparait comme évêque d'Aoste est daté du 21 décembre 1283. Dans un acte du 17 avril 1284 il adopte la modeste formule « Nicholaus Dei paciencia epi. aug. ». Le 29 novembre 1284 il assiste à Montmélian à l'entrevue entre Philippe Ier de Savoie et Guillaume de Livron l'archevêque de Vienne. Il est également présent lors d'un accord entre Béatrice de Savoie alors épouse de Gaston VII de Béarn et Humbert Ier de Viennois et son épouse la Dauphine Anne, fille de Guigues VII de Viennois.
En août 1285 il est ambassadeur du comte de Savoie dans le royaume d'Angleterre. Le 14 janvier 1286 il  arbitre d'un litige entre le comte  Amédée  V de Savoie et son frère Louis Ier de Vaud. Le 30 mai de la même année il publie un statut commun pour ses chanoines avec Aymon III de Bruisson l'archevêque de Tarentaise. En 1289, il fait agrandir son palais épiscopal d'Aoste et en 1291 il y fonde une chapelle en l'honneur des Saints  Nicolas de Myre, Catherine d'Alexandrie Marie-Magdeleine et du Bienheureux Boniface de Valperga. Le 22 avril 1296, il rachète pour la mense épiscopale le fief de Rhins. Le 8 mai de la même année, il publie un statut synodal et il meurt à Aoste le 7 octobre 1301.